# Década de 630
Séculos: (Século VI - Século VII - Século VIII)
Décadas: 580 590 600 610 620 - 630 - 640 650 660 670 680
Anos: 630 - 631 - 632 - 633 - 634 - 635 - 636 - 637 - 638 - 639